# 顧問
顧問（こもん、英語: adviser、counsel、of counsel）は、ある組織に関与し、意思決定権を持たないが、意見を述べる役職やその役職に就いている者のことである。オブザーバー・参与・カウンセルなどとも呼ばれる。相談役も同義の役職名称だが、やや栄誉職的なニュアンスが強い。

## 分類

### 政党における顧問
政党において顧問を置く場合がある。自由民主党、立憲民主党などで長老政治家を任命する場合が多いものの、かつての日本社会党では、議員歴がない元九州大学教授の向坂逸郎が顧問となっており、向坂は党内最大派閥である社会主義協会の代表でもあった。
日本において古いところでは、1927年に発足した立憲民政党が、第25代内閣総理大臣・憲政会総裁若槻禮次郎、武富時敏、政友本党総裁床次竹二郎および山本達雄を顧問にしている。

#### 自由民主党
自民党では顧問の職は党則第68条以下に定められており、同党の機構図にも記載されている。また最高顧問は1980年代以降、首相経験者や衆参両院の議長経験者などが就いてきた役職である。
調査会・委員会、議員連盟や、過去には派閥などでも顧問を置く場合があった。中には現役の会長などを抑えて事実上の最高実力者となっているケースもあった（自民党では清和政策研究会最高顧問時代の森喜朗や党税制調査会最高顧問時代の山中貞則など）。

#### 自由民主党以外の政党
自民党以外の政党では最高顧問が政府・党の役職に就く例がある。
公明党には常任顧問と特別顧問が存在し、2020年9月現在では神崎武法が常任顧問に、坂口力が特別顧問に就任している。
日本共産党にもかつては日本共産党中央委員会名誉議長（宮本顕治らが就任）、顧問などがあったが、1992年（平成4年）に当時名誉議長だった初代議長野坂参三を除名したのを機に、1997年（平成9年）の第21回党大会における規約改正で名誉役員に一本化された。ただし共産党では中央委員会議長も事実上の党首とみなされる幹部会委員長退任後に就任する、やや一線から引いたポストである。
民社党では春日一幸らの委員長経験者が常任顧問に就任していた。
民主党では、羽田孜、渡部恒三、藤井裕久ら閣僚経験のベテラン議員が最高顧問を務めた。
立憲民主党にも顧問が存在し、菅直人・野田佳彦の総理経験者が最高顧問を、郡司彰、海江田万里の前身政党党首経験者や衆参両院副議長経験者が常任顧問を務めた。現在は元党首の枝野幸男が最高顧問、前党首の泉健太と前身の民主党・民進党元党首の岡田克也が常任顧問を務めている。
国民民主党は、閣僚経験者で元議員の川端達夫、高木義明、大畠章宏、直嶋正行を顧問に起用している。
2014年に誕生した維新の党では2014年12月に行われた衆院選後に「大阪都構想に専念したい」として、代表だった橋下徹が最高顧問に、幹事長だった松井一郎が顧問に就任した。
かつては中国共産党に中央顧問委員会が存在し、1982年の設立以降「八老治国」といわれた長老支配を背景に鄧小平・陳雲といった大物政治家が主任（委員長相当）を務めたが、第3代総書記江沢民が選ばれた1992年の第14回党大会で廃止された。

### 企業その他の団体における顧問
企業その他の団体が行う業務について、高度な意見を聞くために又は団体の信用を増し箔を付けるためにおかれる。内部の常勤ないし非常勤の顧問として、引退した役員（前社長、前会長）のほか、監督官庁で幹部を務めた高級官僚などの例もある（天下り）。1911年に済生会が創設された際には、山縣有朋・大山巌・松方正義・大隈重信・徳川家達・渋沢栄一など元老・元勲・旧幕府出身の有力者などが顧問に名を連ねた（総裁は皇族の長老で陸軍大将の伏見宮貞愛親王、会長は首相の桂太郎。）。外部の顧問としては、コンサルタント、会計士や弁護士などの専門家が顧問となることもある。また、役員を前提に入社した者が、株主総会までの間、顧問としての肩書きで仕事に従事することもある。大規模な法律事務所においては、引退したパートナー、裁判官、検察官若しくは行政官又は法学者，あるいはパートナーとアソシエイトの中間的な立場の弁護士などが顧問という地位を与えられることがある。この場合は、カウンセルやオブ・カウンセルなどとも呼ばれる。
暴力団における顧問・最高顧問などの役職は、当代の組長と先代組長時代同格以上であった者が、その格を維持したまま、当代組長の舎弟・子分以外の立場で組に残る際に与えられることが多い（通常であれば引退するか当代組長の舎弟となる）。

#### 財務アドバイザー（financial advisor）
M&Aなどの案件において財務的な側面（例えばプライシング）について投資銀行等が助言を行うもの。ファイナンシャル・アドバイザー、FAなどとも。

#### 法律顧問（legal counsel, legal advisor）
日常の法律問題について、あるいは、特定の案件に関する法的な側面について外部の弁護士が助言を行うもの。後者の意味については、法務アドバイザー・顧問弁護士とも。　　

#### ジェネラル・カウンセル（general counsel）
米国等の企業において、法務を統括する役職。日本の企業の法務部長に近い。

### 枢密顧問
大日本帝国憲法の第56条に定められた重要な国務に関して天皇に意見を述べる職。「樞密顧問は樞密院官制の定むる所に依り天皇の諮詢に応え重要の国務を審議す」と規定された。枢密院の構成員であり、内閣や帝国議会を牽制した。官名としては議長、副議長、顧問官（枢密顧問官）。

### 宮中顧問
ヨーロッパの君主国のほか、日本では大日本帝国時代に存在した。職名としては宮中顧問官である。

### 内閣顧問
日本では1943年に内閣参議の後継として創設されたが短期間で廃止された。平成になって内閣特別顧問が創設された。またシンガポールでは初代首相のリー・クアンユーが上級相を退任する際の処遇のために内閣顧問が設けられた。

### 投資顧問
投資に際して助言をする事業者のこと。

### 軍の顧問
発展途上国が軍の近代化や最新兵器の導入のためにアメリカやイギリスやフランスなどの先進国の軍人や技術者を雇うことがある。
これらを「軍事顧問」といい、帝国主義時代には軍事顧問を派遣することは被派遣国への影響力を増大するものとして派遣国の権益の一つともみられていた。冷戦時代には米ソ両国が影響下の国に軍事顧問を送っていたが、中には顧問と称して部隊そのものを派遣し直接戦闘活動を行わせるケースもあった。冷戦終了後は民間軍事会社が有償で軍事顧問業務を引き受けるケースが増加する。

### 旧日本軍の占領地域における現地政府の顧問
満洲事変以降、旧日本軍が中国大陸各地の占領地で現地人政治家に政府を作らせた際に、日本人の政治家・官僚を顧問・最高顧問などの役職につけて実質的な指導権を確保した（内面指導）。たとえば1939年に発足した蒙古聯合自治政府では、満洲国で要職を歴任し蒙疆聯合委員会の最高顧問であった金井章次が初代最高顧問となり、1945年までに金井の他2名が就任した。

### 音楽顧問
オーケストラが指揮者に音楽顧問の称号を授与・任命する場合がある。普通は名誉指揮者と同様の存在であるが、ヘルベルト・フォン・カラヤンがパリ管弦楽団の音楽顧問に就任したときは、音楽監督不在ということもあり実質的な音楽監督であった（カラヤン自身がベルリン・フィルの終身常任指揮者との兼務になる関係で責任の軽い称号を望んだといわれる。歴代音楽監督の表にもカラヤンは掲載されている。）。他に同様の例としてバンベルク交響楽団の芸術顧問になったオイゲン・ヨッフムの例がある。

### 部活動・サークル活動・クラブ活動などにおける顧問
学校の部活動などでは教員が務めることが多い。コーチや監督などの指導員を兼ねることもあり、校外での活動に際し種々の作業（選手登録、引率、大会役員など）に追われる。休日練習や合宿、大会などで授業以外の時間を拘束されることも多く、時間外手当も少ない。また、経験や指導力を持たない部の顧問を任されることがある一方で、「（専門の）部活動を教えるために教員を目指した」という教員も存在する。野球における一部のチームのように、教員の顧問は「部長」として裏方に専念し、技術指導は専門家を監督として招聘する例もある。フィクションでは「経験のない部活の顧問を任された主人公が部を予想外の快進撃に導く」というパターンがよくある（川原泉「甲子園の空に笑え!」など）。